# Пуришкевич, Владимир Митрофанович
Влади́мир Митрофа́нович Пуришке́вич (12 [24] августа 1870, Кишинёв, Российская империя — 11 [24] января 1920, Новороссийск, Российское государство) — российский политический деятель правых консервативных взглядов, монархист, черносотенец. Был видным оратором.

## Биография
Малоросс по происхождению. По отцу Митрофану Васильевичу Пуришкевичу (1837—1915) — внук священника Василия Васильевича Пуришкевича (1800—1882), выслужившего для своего сына потомственное дворянство; по матери — родственник историка-декабриста А. О. Корниловича. Помимо Владимира в семье было ещё два сына и две дочери.
Окончил с золотой медалью Кишинёвскую гимназию и с 1890 года учился на историко-филологическом факультете Новороссийского университета.
С 1895 года — гласный, а в 1897—1900 годах — председатель Аккерманской уездной земской управы, гласный Бессарабского губернского земства.
С 1904 по 1906 гг. — чиновник для особых поручений VI класса (в чине коллежского советника) при министре внутренних дел В. К. Плеве. Затем работал в хозяйственном департаменте и Главном управлении по делам печати Министерства внутренних дел (май-декабрь 1905). В августе 1907 г. уволен со службы.
Вступил в первую монархическую организацию России, «Русское собрание», вскоре после её создания, и неоднократно избирался в руководящий Совет.

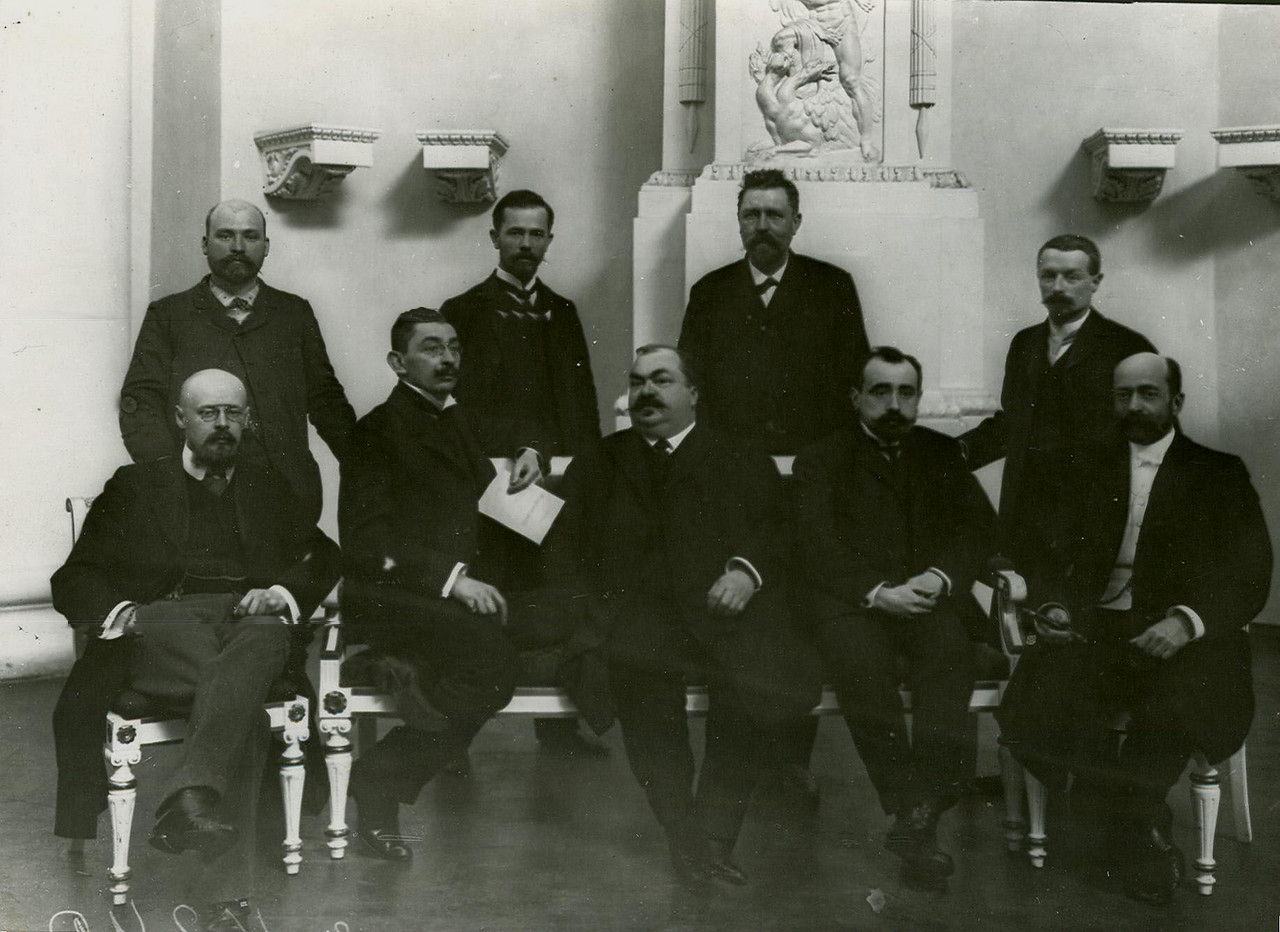
Члены 2-й Государственной думы от Бессарабской губернии. Стоят: Е. А. Меленчук, А. Э. Третьяченко, И. Г. Герстенбергер, Д. Н. Святополк-Мирский; сидят: В. М. Пуришкевич, П. Н. Крупенский, А. К. Демянович, П. В. Синадино, П. А. Крушеван

Один из лидеров монархической организации «Союз русского народа». Был председателем редакционной коллегии «Книги русской скорби». Конфликт Пуришкевича с другим известным лидером правых, А. И. Дубровиным, привёл к расколу «Союза русского народа» в 1908 г. В том же году Пуришкевич и его сторонники создали новую черносотенную организацию «Русский народный союз имени Михаила Архангела».
В 1912 году выпустил сборник стихов «В дни бранных бурь».
Заседал во II, III (депутат от Бессарабской губернии) и IV Государственной думе (депутат от Курской губернии). Член правой фракции. Широкую известность Пуришкевичу принесли разного рода оскорбительные и хулиганские выходки во время парламентских заседаний, за что его неоднократно удаляли из Думы.

### Первая мировая война

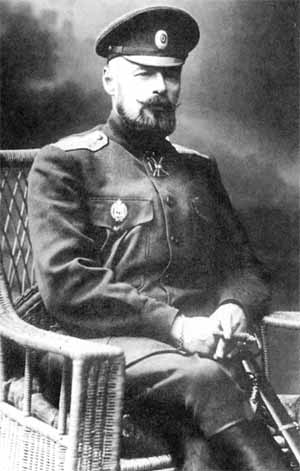
В. М. Пуришкевич, 1914—1918 годы

Во время Первой мировой войны Пуришкевич организовал один из лучших в Русской армии санитарных поездов и был его начальником. Награждён орденом Святого Станислава 1-й степени с мечами (15.05.1915) и мечами к ордену Святого Владимира 3-й степени (14.11.1915).
19 ноября 1916 Пуришкевич выступил в Думе с речью, в которой обвинил правительство в том, что оно «сверху донизу болело и болеет болезнью воли», обличал бессистемность в действиях власти, полагая, что в стране существует только одна система — «система тыловой разрухи», намекнул на возможную измену верхов, так называемой «камарильи», которую бичевал в лице влиятельных лиц — дворцового коменданта В. Н. Воейкова, графа А. А. Бобринского, А. Д. Протопопова, Б. В. Штюрмера и др. Главный удар Пуришкевич нанёс по Г. Е. Распутину, полагая, что все «зло» в России исходит от «тёмных сил», во главе которых стоит старец. Перед выступлением Пуришкевич предложил произнести свою речь от имени правой фракции Думы, в этом ему было отказано, после чего Пуришкевич вышел из фракции.

### Убийство Распутина
Пуришкевич был одним из участников убийства Григория Распутина. В ночь на 17 декабря 1916 года Пуришкевич вместе с остальными заговорщиками — великим князем Дмитрием Павловичем, князем Феликсом Юсуповым и Сергеем Сухотиным — в Юсуповском дворце ждали Распутина. По одной из версий именно Пуришкевич застрелил раненого Распутина, когда тот попытался убежать. Впоследствии Пуришкевич подробно описал все события той ночи.

### После Февральской революции
В день отречения императора Николая II, 2 марта 1917 года, приехав в Петроград с фронта, так комментировал для печати текущие события:

Надо вам сказать, что хотя между союзниками существует соглашение о незаключении сепаратного мира, но в отношении России сделана оговорка, что соглашение это недействительно в случае внутренних беспорядков. Поэтому совершенно ясно, что гг. Протопоповы и иже с ним старались вызвать внутренние волнения, чтобы заключить сепаратный мир. И правда, им удалось вызвать эти волнения, но последние к их разочарованию вылились совсем в иную форму. Настоящее движение, по моему мнению, глубоко патриотическое и национальное. Думаю, что в результате мы одолеем все тёмные силы и выйдем полными победителями 
После Февральской революции 1917 года выступил против Временного правительства. Вёл работу по созданию подпольных вооружённых организаций монархического толка, в связи с чем солдаты Петроградского гарнизона на митинге 28 августа 1917 года потребовали немедленного ареста Пуришкевича.

### После Октябрьской революции
После Октябрьской революции ушёл в подполье и попробовал организовать заговор с целью свержения советской власти. Бывший черносотенец, Пуришкевич скрывался в Петрограде с поддельным паспортом на фамилию Евреинов.
18 ноября Пуришкевич был арестован в гостинице «Россия» по обвинению в контрреволюционном заговоре.
Приговор оказался необыкновенно мягким: 4 года принудительных общественных работ при тюрьме. Но уже 17 апреля 1918 г. Пуришкевича выпустили из тюрьмы, после личного вмешательства Ф. Э. Дзержинского и комиссара юстиции Северной коммуны Н. Н. Крестинского. Формальной причиной освобождения стала «болезнь сына». С него взяли честное слово о неучастии в политической деятельности во время отпуска из тюрьмы. А 1 мая по декрету Петроградского Совета Пуришкевич был амнистирован.
В 1918 году Пуришкевич уехал в Киев. Основал Общество активной борьбы с большевизмом. В декабре 1918 г. перебрался на Юг России, где принимал участие в организации идеологической и пропагандистской поддержки Белого движения. Находясь на территории, контролируемой войсками генерала Деникина, пытался организовать Всероссийскую Народно-Государственную партию. Издавал газету «В Москву!» (закрыта в ноябре 1919 г.) и журнал «Благовест» (декабрь 1919 г., вышел один номер).
Скончался в Новороссийске от сыпного тифа 11 (24) января в 1920 г. Версия об отравлении Пуришкевича сёстрами милосердия не является состоятельной.

## Политические взгляды и стиль

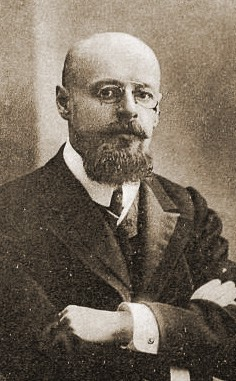
В. М. Пуришкевич, 1910

Пуришкевич (во время работы третьего и четвёртого созывов Государственной Думы) выступал за парламентский путь решения проблем, за законодательные права представительного собрания, тогда как А. И. Дубровин и его единомышленники считали, что Государственная Дума должна обладать только совещательным правами. Эти и другие противоречия (в том числе связанные с аграрным вопросом, вопросом о методах работы «Союза русского народа») и привели к расколу в СРН.
В своих воспоминаниях начальник одной из канцелярий Государственной Думы Я. В. Глинка так охарактеризовал Пуришкевича: «Он не задумается с кафедры бросить стакан с водой в голову Милюкова. Необузданный в словах, за что нередко был исключаем из заседаний, он не подчинялся председателю и требовал вывода себя силой. Когда охрана Таврического дворца являлась, он садился на плечи охранников, скрестивши руки, и в этом кортеже выезжал из зала заседаний».

## Семья
24 января 1899 года в Александро-Невской церкви при Императорском Новороссийском университете города Одессы Владимир Митрофанович Пуришкевич, на то время председатель Аккерманской уездной земской управы, венчался с дочерью дворянина Анной Николаевной Альбранд, жениху — 28, невесте — 25 лет, поручителями при венчании выступили дворяне: Эразм Францович Люткевич, Георгий Стефанович Гонато, Сергий Александрович Кононович и Иоанн Францович Люткевич.
- Сын — Всеволод (1899—1953). Воспитанник Училища правоведения (курса не окончил). Участник Белого движения. Умер в Брюсселе[15].
- Сын — Вадим (1901—17.2.1920). Воспитанник Училища правоведения (курса не окончил). Участник Белого движения в составе Добровольческой армии и ВСЮР. Служил в лейб-гвардии Конно-гренадерском и во 2-м гвардейском сводно-кавалерийском полках. Корнет (11.10.1919). Убит в бою под селом Средний Егорлык[15].

## Киновоплощения
- Георгий Кранерт — Возвращение Максима (1937)
- Юрий Катин-Ярцев — Агония (1974)
- Игорь Кашинцев — Доверие (1975)
- Герберт Дмитриев — «20 декабря» (1981)
- Борис Бирман — Заговор (2007)
- Игорь Сергеев — Распутин (2011)
- Виталий Кищенко — Григорий Р. (2014)
- Сергей Гамов — Сто лет пути (2020)

## Сочинения
- Даровые столовые Аккерманского земства: Отчёт пред. Аккерм. зем. управы В. М. Пуришкевича. Вып. 1. Аккерман, 1899—1900.
- За кем? Пьеса в 1 д. Санкт-Петербург: тип. И. Флейтмана, 1905.
- Русская печать на заре обновления Санкт-Петербург: тип. П. П. Сойкина, 1905.
- Речи членов Государственной думы Маркова 2-го и Пуришкевича по запросу о Финляндии 12 и 13 мая 1908 года Санкт-Петербург: Русский народный союз им. Михаила архангела, 1908.
- Национальное бедствие России. О сельских пожарах Санкт-Петербург: Рус. нар. союз им. Михаил архангела, 1909.
- Законодатели (Пьеса в стихах, в 2 карт.). Санкт-Петербург: тип. «Россия», 1909.
- Россия и Финляндия: Мысли и соображения по поводу внесения в Гос. думу законопроекта о порядке издания касающихся Финляндии законов и постановлений общегосударственного значения. Санкт-Петербург: Отеч. тип., 1910.
- В дни бранных бурь и непогоды: Сб. стихотворений. Т. 1 .Санкт-Петербург: тип. А. С. Суворина, 1912.
- Ареопаг (Страница жизни соврем. рус. ун-та). Санкт-Петербург: тип. т-ва «Свет», 1912.
- Административные типы. Стихи. Санкт-Петербург: типо-лит. т-ва «Свет», 1913.
- Дневник непременного члена министерской передней Санкт-Петербург: изд. В. М. Пуришкевича, 1913.
- Бессарабские дворянские выборы и русские государственные интересы: Записка г-ну министру вн. дел В. М. Пуришкевича Санкт-Петербург: электропеч. К. А. Четверикова, 1914.
- Материалы по вопросу о разложении современного русского университета. Санкт-Петербург: Рус. нар. союз им. Михаила архангела, 1914.
- Пред грозою: Правительство и рус. нар. шк. Санкт-Петербург: электропеч. К. А. Четверикова, 1914.
- Солдатские песни. Сочинения. Петроград: электропеч. К. А. Четверикова, 1914—1915.
- Итоги первого боевого года в тылах и на фронте: Докл. В. М. Пуришкевича на Рус. собр. 4 сент. 1915 г. Петроград: Электропеч. К. А. Четверикова, 1915.
- Чего хочет Вильгельм II от России и Англии в великой битве народов Петроград: Электропеч. «Маяк», 1916.
- Вперёд! Под двухцветным флагом (Открытое письмо русскому обществу). [Петроград], [1917].
- Порядки и дисциплина французской республиканской армии. М.: Тип. Моск. т-ва Н. Л. Казецкаго, 1917.
- Убийство Распутина: (из дневника В. Пуришкевича). — М., 1923. — 88 с.
- Дневник члена Государственной Думы Владимира Митрофановича Пуришкевича — Рига, 1924. — 146 с.